# Albert Crahay (militaire)
Le lieutenant-général Baron Albert Crahay (9 juin 1903 – 19 octobre 1991) est un militaire et historien belge. Il est connu pour avoir commandé le corps de volontaires belges en Corée et l'armée belge d'occupation en Allemagne.

## Carrière
Né à Ixelles en 1903, il intègre l'École militaire comme cadet d'artillerie en 1921.
Diplômé en 1923, il étudie à l'École d'Application puis à l'École de Guerre où il obtient son brevet d'état-major. En 1936, il devient officier d'état-major et sert comme tel durant l'invasion de la Belgique par l'Allemagne en juin 1940. Après la reddition de l'armée belge, il fut fait prisonnier de guerre et retenu en Allemagne pour toute la durée de la guerre.
De retour en Belgique en 1945, il obtient un poste de professeur à l'École royale militaire. En 1950, il est volontaire pour servir dans le corps des volontaires belges pour la Corée et en est nommé commandant. Il joue un rôle important durant la bataille de la rivière Imjin en 1951 avant de remettre son commandement à la fin de cette même année. Après la Corée, il retourne enseigner à l’École royale militaire belge. En 1958, il reçoit le commandement de la 16e division blindée, une unité belge cantonnée en Allemagne de l'ouest. En 1960, il est choisi pour commander l'ensemble des forces belges en Allemagne. Il prend sa retraite en 1964.
Durant sa retraite, il préside le comité interministériel de l’eau entre 1969 et 1983. Il a également écrit de nombreux ouvrages sur l'histoire militaire belge et fut créé baron en 1983.

## Publications
- Albert Crahay, Les belges en Corée, Bruxelles, Renaissance du livre, 1966, 261 p.
- Albert Crahay et Henri Bernard, L'armée belge entre les deux guerres, Bruxelles, Musin L., 1978, 263 p.
- Albert Crahay et al., Vingt héros de chez nous, Braine-l'Alleud, Jean-Marie Collet, 1983, 344 p.
- Albert Crahay, Bérets Bruns en Corée 1959-1953, Bruxelles, Jean-Marie Collet, 1985, 229 p.
- Albert Crahay et Jo Gérard, Le général Van Overstraeten, vice-roi en 1940, Braine-l'Alleud, Jean-Marie Collet, 1990, 213 p.
- Albert Crahay et Jo Gérard, Hasards de l'histoire : si certains hommes avaient été entendus..., Ostende, Erel, 1993, 93 p. (ISBN 978-2-87032-052-5 et 2-87032-052-3)

## Sources
- (en) Cet article est partiellement ou en totalité issu de l’article de Wikipédia en anglais intitulé « Albert Crahay » (voir la liste des auteurs).